# جون إتش ونايت
جون إتش ونايت (بالإنجليزية: John H. Knight)‏ هو محامي أمريكي، ولد في 3 فبراير 1836، وتوفي في 22 أغسطس 1903 بسبب سرطان.